# Graham Greene (pisarz)

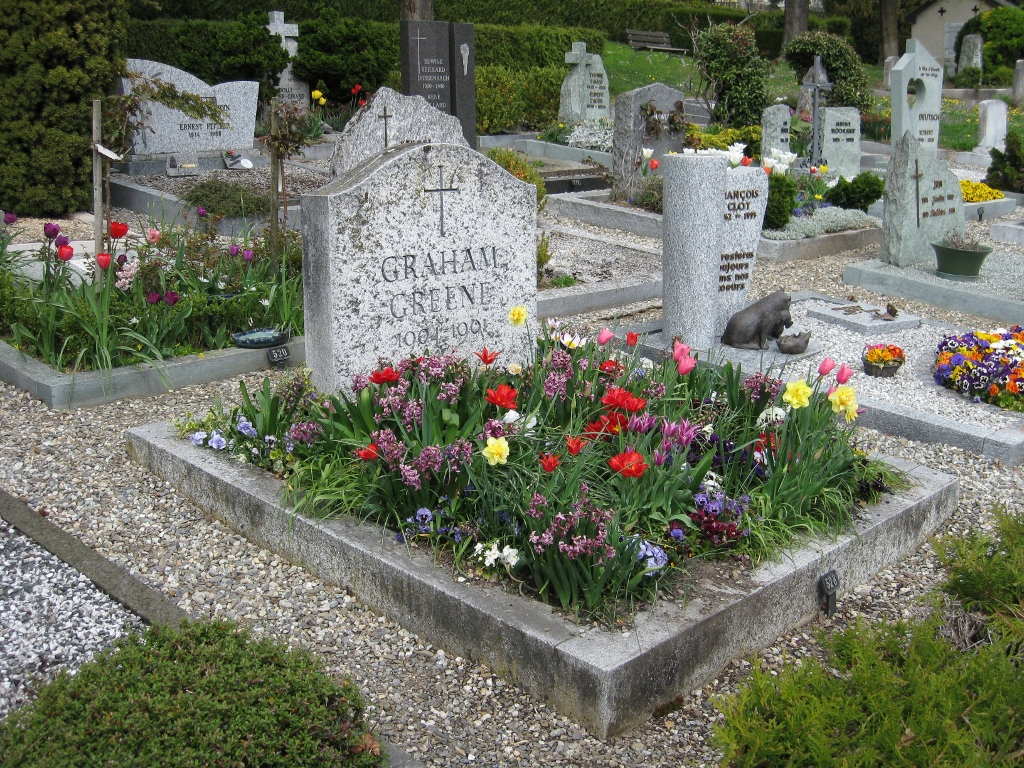
Grób Grahama Greene’a w Corseaux

Henry Graham Greene (ur. 2 października 1904 w Berkhamsted, zm. 3 kwietnia 1991 w Vevey) – angielski powieściopisarz i dramaturg. Autor powieści psychologicznych, często z sensacyjną akcją wykorzystywaną dla ukazania problematyki etyczno-religijnej. Zaliczany jest do twórców o światopoglądzie katolickim. Pracował także jako dziennikarz i krytyk.

## Życiorys
Był czwartym z sześciorga rodzeństwa. Hugh, młodszy brat Grahama, został dyrektorem BBC.
Greene studiował w Balliol College w Oksfordzie. W trakcie studiów opublikował swój debiutancki tomik poetycki, który jednak nie odniósł sukcesu. Po uzyskaniu dyplomu zajmował się dziennikarstwem – na początku w Nottingham, następnie zaś w „The Times”. W tym okresie rozpoczął korespondencję z Vivien Dayrell-Browning, swoją przyszłą żoną, z powodu której nawrócił się na katolicyzm.
Greene przyjął chrzest w 1926. Rok później ożenił się z Vivien. Mieli dwoje dzieci: Lucy (ur. 1933) i Francisa (ur. 1936, zm. 1987). W 1948 opuścił Vivien dla Katarzyny Walston, ale formalnie nadal pozostali małżeństwem.
Debiutem powieściowym Greene’a był opublikowany w 1929 Tchórz (The Man Within). Sukces, jaki odniosła powieść, skłonił go do zajęcia się powieściopisarstwem „na pełny etat”, jednak kolejne dwie powieści nie cieszyły się popularnością – zajmował się więc w tym okresie również pisaniem recenzji książek i filmów, m.in. dla „Spectatora”. Popularność i reputację Greene’a jako autora zbudowały powieści W Brighton (Brighton Rock, 1938), Moc i chwała (The Power and the Glory, 1940), Sedno sprawy (The Heart of the Matter, 1948) oraz Spokojny Amerykanin (The Quiet American, 1955).
Greene wiele podróżował, m.in. do Wietnamu, Meksyku, krajów afrykańskich i po Europie. W czasie II wojny światowej zaangażowany był nawet w działalność szpiegowską na rzecz Wielkiej Brytanii. Sporo jego powieści jest umiejscowionych w egzotycznej scenerii.
Przez ostatnie lata mieszkał w Vevey w Szwajcarii, gdzie zmarł 3 kwietnia 1991. Pochowany jest na cmentarzu w Corsier-sur-Vevey.

## Twórczość

### Poezja
- Bubbling April (1925)

### Powieści
- Tchórz (The Man Within 1929, wyd. pol. 1962)
- The Name of Action 1930
- Rumour at Nightfall 1932
- Pociąg do Stambułu (Stamboul Train, 1932)
- It's a Battlefield 1934
- Podróż bez map (Journey without maps)
- Made in England (England Made Me 1935, wyd. pol. 1963)
- Broń na sprzedaż (A gun for Sale) 1936, wyd. pol. 1951)
- W Brighton (Brighton Rock, 1938, wyd. pol. 1957)
- Moc i chwała (The Power and the Glory, 1940, wyd. pol. 1967, wznowienie Tyniec 2010, ISBN 978-83-7354-321-8)
- Ministerstwo strachu (The Ministry of Fear, 1943)
- Sedno sprawy (The Heart of the Matter, 1948, wyd. pol. 1950), wznowienie Sonia Draga, 2011
- Trzeci człowiek (The Third Man, 1950 (film Carola Reeda))
- Koniec romansu (The End of the Affair, 1951, wyd. pol. 1957)
- The Destructors (1954)
- Spokojny Amerykanin (The Quiet American, 1955, wyd. pol. 1956)
- Nasz człowiek w Hawanie (Our Man in Havana, 1958, wyd. pol. 1960, wznowienie Muza 1996, ISBN 83-7079-479-3)
- Trąd (A Burnt-Out Case, 1961)
- Komedianci (The Comedians, 1965, wyd. pol. 1966)
- Pożycz nam męża, Poopy (May We Borrow Your Husband?, 1967, wyd. pol. 1973)
- Podróże z moją ciotką (Travels with My Aunt, 1969)
- Konsul honorowy (The Honorary Consul 1973, wyd. pol' 1975)
- Czynnik ludzki (The Human Factor 1978, wyd. pol. 1998)
- Doktor Fischer z Genewy (Doctor Fischer of Geneva 1980, wyd. pol. 1984)
- Monsignore Kichote (Monsignor Quixote 1982, wyd. pol. 1994)
- Dziesiąty człowiek (The tenth man, 1985)
- Kapitan i wróg lub Kapitan i nieprzyjaciel (The Captain and the Enemy, 1988)

### Autobiografie
- Rodzaj życia (A Sort of Life, 1971)
- Ways of Escape 1980
- A World of My Own 1992 (dziennik snów, wydany pośmiertnie)

### Książki podróżnicze
- Journey Without Maps, 1936
- The Lawless Roads, 1939
- In Search of a Character: Two African Journals, 1961

### Dramaty
- Salon (The Living Room, 1953)
- Buda ogrodnika (The Potting Shed, 1957)
- Ustępliwy kochanek (The Complaisant Lover, 1959)